# Magnum, P.I.
 For alternative betydninger, se Magnum. (Se også artikler, som begynder med Magnum)
Magnum, P.I. er en amerikansk tv-dramaserie med Tom Selleck i hovedrollen, som første gang sendtes på CBS fra 1980 og vistes i 162 episoder i otte sæsoner i den bedste sendetid til 1988. Tv-seriens ophavsmænd er Donald P. Bellisario og Glen A. Larson.

## Handling
Serien handler om den tidligere United States Navy SEALs-soldat Magnum, der nu er privatdetektiv på Hawaii. Magnum lever i et gæstehus på "Robins Nest", forfatteren Robin Masters gods på Hawaii som bestyres af den excentriske brite Jonathan Quayle Higgins III (John Hillerman) som tidligere har været officer i den britiske hær. Magnum er ansat som sikkerhedsansvarlig på godset, men bruger meget af tiden på at nyde den luksus som godset og stedet har at byde på, herunder dets Ferrari og husets vinkælder. Med jævne mellemrum involveres han i umiddelbart ufarlige kriminalsager som ofte udarter i skudvekslinger og biljagter. Den pertentlige Higgins, som er bestyrer på godset, er ofte kritisk overfor Magnums livsstil og afslappede holdning. Noget som ofte fører en kulturkollision mellem de to med sig.